# Indywidualne Mistrzostwa Szwecji na Żużlu 2016
Indywidualne Mistrzostwa Szwecji na Żużlu 2016 – cykl turniejów żużlowych, mających wyłonić najlepszych żużlowców szwedzkich w sezonie 2016. Tytuł wywalczył Andreas Jonsson.

## Finał
- Hallstavik, 23 lipca 2016

| Msc. | Zawodnik                 | Klub                   | Pkt |             | Uwagi                         |
| ---- | ------------------------ | ---------------------- | --- | ----------- | ----------------------------- |
| 1    | Andreas Jonsson          | Rospiggarna Hallstavik | 13  | (3,2,3,2,3) | I m. w finale                 |
| 2    | Antonio Lindbäck         | Indianerna Kumla       | 10  | (1,2,1,3,3) | I m. w barażu, II m. w finale |
| 3    | Kim Nilsson              | Masarna Avesta         | 11  | (3,3,3,0,2) | III m. finale                 |
| 4    | Peter Ljung              | Dackarna Målilla       | 12  | (0,3,3,3,3) | IV m. w finale                |
| 5    | Linus Sundström          | Masarna Avesta         | 11  | (2,3,3,1,2) | II m. w barażu                |
| 6    | Fredrik Lindgren         | Indianerna Kumla       | 11  | (3,3,2,1,2) | III m. w barażu               |
| 7    | Pontus Aspgren           | Lejonen Gislaved       | 10  | (2,1,1,3,3) | IV m. w barażu                |
| 8    | Jacob Thorssell          | Rospiggarna Hallstavik | 10  | (1,2,2,3,2) |                               |
| 9    | Oliver Berntzon          | Vargarna Norrköping    | 7   | (3,2,0,2,0) |                               |
| 10   | Tomas H. Jonasson        | Elit Vetlanda          | 7   | (2,0,2,2,1) |                               |
| 11   | Ludvig Lindgren          | Masarna Avesta         | 5   | (2,1,1,1,0) |                               |
| 12   | Mathias Thörnblom        | Lejonen Gislaved       | 4   | (0,1,0,2,1) |                               |
| 13   | Linus Eklöf              | Smederna Eskilstuna    | 3   | (1,0,2,0,0) |                               |
| 14   | Victor Palovaara         | Piraterna Motala       | 3   | (1,1,0,0,1) |                               |
| 15   | Peter Karlsson           | Lejonen Gislaved       | 2   | (0,0,1,1,0) |                               |
| 16   | Alexander Edberg         | Griparna Nyköping      | 1   | (0,0,0,0,1) |                               |
|      | rez. Magnus Karlsson     | Dackarna Målilla       | ns  |             |                               |
|      | rez. Alexander Johansson | Vargarna Norrköping    | ns  |             |                               |

## Bieg po biegu
1. (58,6) Nilsson, Jonasson, Eklöf, Thörnblom
2. (58,4) Jonsson, Aspgren, Palovaara, Edberg
3. (58,3) Berntzon, L. Lindgren, Thorssell, P. Karlsson
4. (58,5) F. Lindgren, Sundström, Lindbäck, Ljung
5. (58,3) Nilsson, Lindbäck, Aspgren, P. Karlsson
6. (58,7) Sundström, Berntzon, Thörnblom, Edberg
7. (58,1) Ljung, Jonsson, L. Lindgren, Eklöf
8. (58,6) F. Lindgren, Thorssell, Palovaara, Jonasson
9. (59,4) Nilsson, F. Lindgren, L. Lindgren, Edberg
10. (59,3) Ljung, Thorssell, Aspgren, Thörnblom
11. (59,6) Sundström, Eklöf, P. Karlsson, Palovaara
12. (58,6) Jonsson, Jonasson, Lindbäck, Berntzon
13. (59,2) Thorssell, Jonsson, Sundström, Nilsson
14. (58,8) Lindbäck, Thörnblom, L. Lindgren, Palovaara
15. (59,2) Aspgren, Berntzon, F. Lindgren, Eklöf
16. (58,5) Ljung, Jonasson, P. Karlsson, Edberg
17. (59,8) Ljung, Nilsson, Palovaara, Berntzon
18. (59,3) Jonsson, F. Lindgren, Thörnblom, P. Karlsson
19. (59,0) Lindbäck, Thorssell, Edberg, Eklöf
20. (59,5) Aspgren, Sundström, Jonasson, L. Lindgren
21. Baraż (miejsca 4-7, najlepszy do finału): (59,0) Lindbäck, Sundström, F. Lindgren, Aspgren
22. Finał (miejsca 1-3 i najlepszy z barażu): Jonsson, Lindbäck, Nilsson, Ljung (w/u)